# Scott George
Scott George ist ein US-amerikanischer Komponist, Sänger und sogenannter Drumkeeper. Er gehört dem Stamm der Osage an und wurde bekannt durch die Komposition des Songs Wahzhazhe (A Song for My People) aus dem Soundtrack des Films Killers of the Flower Moon.

## Leben
Scott George gehört dem Osage-Stamm an. Mit 13 Jahren wurde sein Interesse am Singen traditioneller Indianerstücke geweckt. Er begann zunächst auf einigen Powwows zu singen, bevor er sich für die Gesänge und Tänze seines eigenen Stammes zu interessieren begann. Er machte sich seit 1983 einen Namen als sogenannter „Drumkeeper“ und tritt jedes Jahr auf dem I'n-Lon-Schka-Tanz auf. Dabei handelt es sich um Personen, die von den Ältesten ernannt wurden, besondere traditionelle Instrumente, meist Trommeln, zu spielen und den Takt vorzugeben. Er war außerdem in dieser Funktion Sänger und Vorsänger in verschiedenen Komitees der einzelnen Stammesgruppen.
Während der Vorbereitungen zum Film Killers of the Flower Moon besuchten die Hauptdarsteller Leonardo DiCaprio und Lily Gladstone zusammen mit Regisseur Martin Scorsese den I'n-Lon-Schka-Tanz der Osage Nation und waren beeindruckt von der Energie. Scorsese wünschte sich ein Lied in diesem Stil für den Schluss des Films, der sich mit den berühmten Osage-Morden auseinandersetzt, als Zeichen des Überlebens des Stammes. Er beauftragte Scott George damit. Dieser holte sich die Erlaubnis der Ältesten eine moderne Variation der indianischen Musik aufzunehmen. Zusammen mit Kenny Bighorse, der dem Pawhuska-District angehört und Vann Bighorse, dem Kabinettsekretär des Stammes für Sprache, Kultur und Bildung schrieb er den Song für den Soundtrack des Films.
Der Song wurde zunächst in die Shortlist der Oscarverleihung 2024 aufgenommen und dann tatsächlich nominiert für den Besten Song, womit George als Hauptsongwriter zum ersten Osage wurde, der jemals für einen Oscar nominiert wurde und zum ersten Indianer, der in dieser Kategorie nominiert wurde. Von der Nominierung erfuhr er durch eine Mitteilung im Rahmen der Sendung Good Morning America.